# Tufino
Tufino ist eine italienische Gemeinde mit 3367 Einwohnern (Stand 31. Dezember 2023) in der Metropolitanstadt Neapel, Region Kampanien.
Die Nachbarorte von Tufino sind Avella (AV), Casamarciano, Cicciano, Comiziano und Roccarainola.

## Bevölkerungsentwicklung
Tufino zählt 1205 Privathaushalte. Zwischen 1991 und 2001 stieg die Einwohnerzahl von 3042 auf 3247. Dies entspricht einem prozentualen Zuwachs von 6,7 %.

## Persönlichkeiten
- Vito Genovese (1897–1969), US-amerikanisches Mitglied der La Cosa Nostra und Oberhaupt Genovese-Familie